# 1954年12月25日日食
1954年12月25日日食是一次日環食，發生於1954年12月25日。新月當天（即朔日），地球上觀測到月球和太阳的角距離極小，此時月球如果恰好在月球交點附近，穿過太阳和地球之間，與地球、太阳接近一直線，則會出現日食。月球穿過太阳和地球之間，但距地球較遠，本影未能接觸地表，而使偽本影覆蓋的區域內看到月球的角直徑小於太陽，就形成日環食，同時在偽本影兩側數千公里的半影範圍內形成日偏食。此次日環食經過了西南非洲、南非、阿什莫尔和卡捷群岛、印尼、葡屬帝汶，日偏食則覆蓋了非洲約在赤道以南的部分、东南亚大部、澳大利亚及周邊部分地區。

## 日食概況

### 出現區域
圣赫勒拿以南約680公里的南大西洋洋面在日出時最先看到日環食，隨後月球偽本影向東南移動，擦過南非聯邦託管下的西南非洲（今纳米比亚）南端後斜貫南非聯邦西南部，進入南印度洋，在阿姆斯特丹岛以西約810公里處達到最大食分，並逐漸轉向東北移動，最終在日落前夕覆蓋了澳大利亚海外領地阿什莫尔和卡捷群岛的一部分，又經過小巽他群島的部分島嶼並結束於小巽他群島與摩鹿加群岛之間的班達海東南部海域。
偽本影經過的陸地包括：
- （今纳米比亚）：擦過卡拉斯區西南角；
- 南非聯邦：斜貫開普省（今北開普省南部、西開普省北半部、東開普省南半部）；
- 亞什摩及卡地爾群島除卡地爾島（英语：Cartier Island）外的大部分；
- 印度尼西亞：東努沙登加拉省東南部、马鲁古省西南部；
- 葡属帝汶（今东帝汶）全境。[3][4]

除了上述狹窄的環食帶內能看到日環食之外，月球半影覆蓋範圍內都能看到日偏食，包括西非南部、中非中南部、南部非洲、东非南半部、南乔治亚和南桑威奇群岛、安达曼-尼科巴群岛除北部外的大部、中南半島東南部、马来群岛、中国大陆广东省南部沿海（含今海南省）、澳門全境、香港除北部邊境外的絕大部分、臺灣南部、新幾內亞除東部外的大部、澳大利亚、马尔代夫群島南部及其以南的印度洋諸島嶼，及南极洲靠近印度洋的約三分之一。

### 基本參數
- 類型：日環食
- 食甚中心處（位於阿姆斯特丹岛以西約810公里的南印度洋）資料：
  - 時間：1954年12月25日7:36:11.4
  - 地點：38°24.9′S 68°14.2′E / 38.4150°S 68.2367°E
  - 食分：0.9323（環食帶內最大）
  - 日環食持續時間：7分39.1秒

## 相關的日食

### 1953-1956年的日食
月球交替位於相對的月球交點時，以半個交點年（食年），即約177天又4小時間隔出現下列日食。
註：1953年2月14日和1953年8月9日的日偏食屬於上一組交點年系列。
| 降交點   | 降交點                   |          | 升交點                   | 升交點 |
| 沙羅周期 | 地圖                     | 沙羅周期 | 地圖                     |        |
| 116      | 1953年7月11日 偏食（北） | 121      | 1954年1月5日 環食        |        |
| 126      | 1954年6月30日 全食       | 131      | 1954年12月25日 環食      |        |
| 136      | 1955年6月20日 全食       | 141      | 1955年12月14日 環食      |        |
| 146      | 1956年6月8日 全食        | 151      | 1956年12月2日 偏食（北） |        |

### 沙羅周期
沙羅週期長度為18年11天。本次日食屬於沙羅週期131，共包含70次日食，依次為1125年8月1日至1504年3月16日的22次日偏食、1522年3月27日至1612年5月30日的6次日全食、1630年6月10日至1702年7月24日的5次全環食（亦稱混合食）、1720年8月4日至2243年6月18日的30次日環食、2261年6月28日至2369年9月2日的7次日偏食，總共歷時1244.08年。其中最長的全食發生於1612年5月30日，僅持續了短短58秒。
下表列舉了1901年至2100年間發生的屬於該周期的日食，是第46至56次：
| 46            | 47             | 48             |
| ------------- | -------------- | -------------- |
| 1918年12月3日 | 1936年12月13日 | 1954年12月25日 |
| 49            | 50             | 51             |
| 1973年1月4日  | 1991年1月15日  | 2009年1月26日  |
| 52            | 53             | 54             |
| 2027年2月6日  | 2045年2月16日  | 2063年2月28日  |
| 55            | 56             |                |
| 2081年3月10日 | 2099年3月21日  |                |

## 資料來源
1. ↑  樊忠玉. . 中国天文科普网.   [2016-03-25]. （原始内容存档于2014-09-17）.
2. 1 2  Fred Espenak. . NASA Eclipse Web Site.   [2016-03-25]. （原始内容存档于2020-10-21）.（英文）
3. ↑  Fred Espenak. . NASA Eclipse Web Site.   [2016-03-25]. （原始内容存档于2020-10-28）.（英文）
4. ↑  Xavier M. Jubier. .   [2016-03-25]. （原始内容存档于2017-03-05）.（法文）（英文）
5. ↑  Fred Espenak. . NASA Eclipse Web Site.   [2016-03-25]. （原始内容存档于2008-08-29）.（英文）
6. ↑  Fred Espenak. . NASA Eclipse Web Site.（英文）

## 外部連結
- NASA日食專頁（页面存档备份，存于）（英文）
- 可見區域圖和時間統計：由弗雷德·埃斯佩纳克做出的日食預報，NASA/GSFC
  - Google互動地圖呈現的日食範圍
  - 貝塞爾元素
- Google地圖顯示的日環食和日偏食範圍（页面存档备份，存于）（法文）（英文）

| \| \| 日食 \|                             |                               |                                           |
| 上一次日食： 1954年6月30日日食 （日全食） | 1954年12月25日日食 （日環食） | 下一次日食： 1955年6月20日日食 （日全食） |
| 上一次日環食： 1954年1月5日日食           | 1954年12月25日日食 （日環食） | 下一次日環食： 1955年12月14日日食         |
|                                           | 日食                          |                                           |